# Stubenrauchbrücke (Bezirk Treptow-Köpenick)
Die Stubenrauchbrücke ist eine dreibogige Eisenfachwerkbrücke aus dem Jahr 1908. Genaugenommen sind es seit den 1990er Jahren zwei nebeneinander liegende Brücken, die den Fahrzeug- und den Fußgängerverkehr aufnehmen. Sie verbindet die beiderseits der Spree gelegenen Berliner Ortsteile Oberschöneweide und Niederschöneweide im Bezirk Treptow-Köpenick.

## Geschichte des Spreeübergangs
Die Entwicklung der Gemeinden Oberschöneweide und Niederschöneweide war am Ende des 19. Jahrhunderts eng an die rasche Expansion der Berliner Großindustrie gekoppelt. Eisenbahn- und Wasserstraßenanschluss boten günstige Bedingungen für Industrieansiedlungen. Zugleich wurden jedoch Wege- und Straßenbauten und deren Anbindung an das Chausseenetz des Kreises Teltow notwendig. Als erste ständige Verbindung zwischen den beiden Spreeufern wurde 1885 mit Mitteln des Kreises eine Kettenfähre eingerichtet.
Die Fährverbindung blieb bis 1891 bestehen und wurde in den Jahren 1890/1891 durch eine Holzbrücke ersetzt, über die auch die Gleise der Industriebahn Oberschöneweide (Bullenbahn) führten und siebzehn neu entstandene Fabriken in Oberschöneweide an die Bahnstrecke Berlin–Görlitz anschlossen. Die 121 Meter lange Brücke über die Spree war eine hölzerne Fachwerkkonstruktion über neun Öffnungen. Die drei mittleren dienten dem Schiffsdurchlass. Neben dieser Brücke entstanden etwa in der gleichen Zeit weitere Spreeübergänge wie der Kaisersteg (1898, Fußgängerbrücke) und die Treskowbrücke (1904), die gemeinsam zu einer Verkehrsentlastung in Schöneweide beitrugen. Die Holzkonstruktion der hier beschriebenen namenlosen Brücke war schnell baufällig geworden und erforderte nach nur zehn Jahren den dringenden Neubau einer festen Spreequerung. Die Landratsverwaltung entschied sich für eine aus drei ungleich langen Bögen konstruierte Stahlbrücke, die auch die Gleise der zu den Fabriken Oberschöneweide verlaufenden Industriebahn aufnehmen mussten. Die von den Berliner Ostbahnen betriebenen Straßenbahnlinien wurden mit dem Neubau ausschließlich über die benachbarte Treskowbrücke geleitet. Die Brückenpläne stammen von dem Berliner Bauingenieur Karl Bernhard, dem auch die Oberbauleitung oblag. Im Jahr 1905 begannen die Vorbereitungsarbeiten; die gesamten Baukosten trug die Gemeinde. Vor dem Brückenneubau gab es zur Spreequerung für Fußgänger nur den Kaisersteg und für Fahrzeuge die (spätere) Treskowbrücke, die aber zu dieser Zeit eine recht baufällige Holzkonstruktion war. Bei der Einweihung der neuen Brücke erhielt diese den Namen Stubenrauchbrücke nach dem ehemaligen Teltower Landrat Ernst von Stubenrauch.

## Bogenbrücke als Stahlkonstruktion
Die realisierte Brücke mit den Stützweiten von 21,5 m, 60,0 m und 21,5 m wurde der Forderung der Spreeschifffahrt von einer Durchfahrtbreite von mindestens 50 m angepasst. Der mittlere große Bogen ist ein Eisen-Fachwerkbogen mit Zugband in der Mittelöffnung, die beiden Bogenteile sind in ihrem 7,90 m hohen Scheitelpunkt miteinander verbunden. Die Seitengewölbe waren so ausgelegt, dass sie ebenfalls für die Schifffahrt genutzt werden konnten. Sie bestehen aus Stahlbeton, was einerseits eine gute Standfestigkeit gewährleistet, andererseits konnten diese gestalterisch dem filigranen Aussehen des Hauptbogens nachempfunden werden. Alle Brücken-Widerlager und Pfeiler erhielten eine Granitverblendung. 
In den 1920er Jahren rollten täglich bis zu 14 Züge der von der Berliner Straßenbahn betriebenen Privatanschlussbahn mit bis zu 130 Achsen über die Stubenrauchbrücke, was zu einer außergewöhnlichen konstruktiven Belastung führte. Eine Dehnung des stählernen Zugbands im Mittelfeld führte am 6. Januar 1925 zur Verkehrssperrung. Nach Abbruch der Fahrbahn und dem Ausheben der Fachwerkbögen wurden von einem Untergerüst aus neue Zugbänder und eine neue Fahrbahn eingebaut.

## Zerstörung und Wiederaufbau nach dem Zweiten Weltkrieg
Alliierte Bombenangriffe am Ende des Zweiten Weltkriegs beschädigten die Brücke durch Treffer in der mittleren und nördlichen Öffnung schwer. Eine von sowjetischen Pionieren 1945 über dem nördlichen Feld errichtete Behelfsbrücke sowie Richtarbeiten an der Stahlkonstruktion ermöglichten die Weiternutzung der Brücke. Seit Kriegsende gab es wegen der Zerstörung der Treskowbrücke keine Straßenbahnverbindung zwischen Ober- und Niederschöneweide mehr. Deshalb wurden 1947 Straßenbahnschienen über die Stubenrauchbrücke gelegt, die 1951 nach dem Wiederaufbau der Treskowbrücke wieder entfernt wurden. Nach der Reparatur der Treskowbrücke erfolgte eine umfassende Wiederherstellung der Stubenrauchbrücke. Bis 1959 erhielt sie weitestgehend ihr altes Aussehen zurück. Der Betrieb der Industriebahn über die Brücke wurde zur gleichen Zeit eingestellt, sodass seitdem lediglich der Autoverkehr hierüber geführt wird. Im Jahr 1969 wurde das Betriebsgleis der Straßenbahn aufgegeben. Da der Nord-Süd-Autoverkehr seit 1971 dauerhaft über die Stubenrauchbrücke umgeleitet wurde, nahm die Verkehrsbelastung hier innerhalb weniger Jahrzehnte weiter zu.

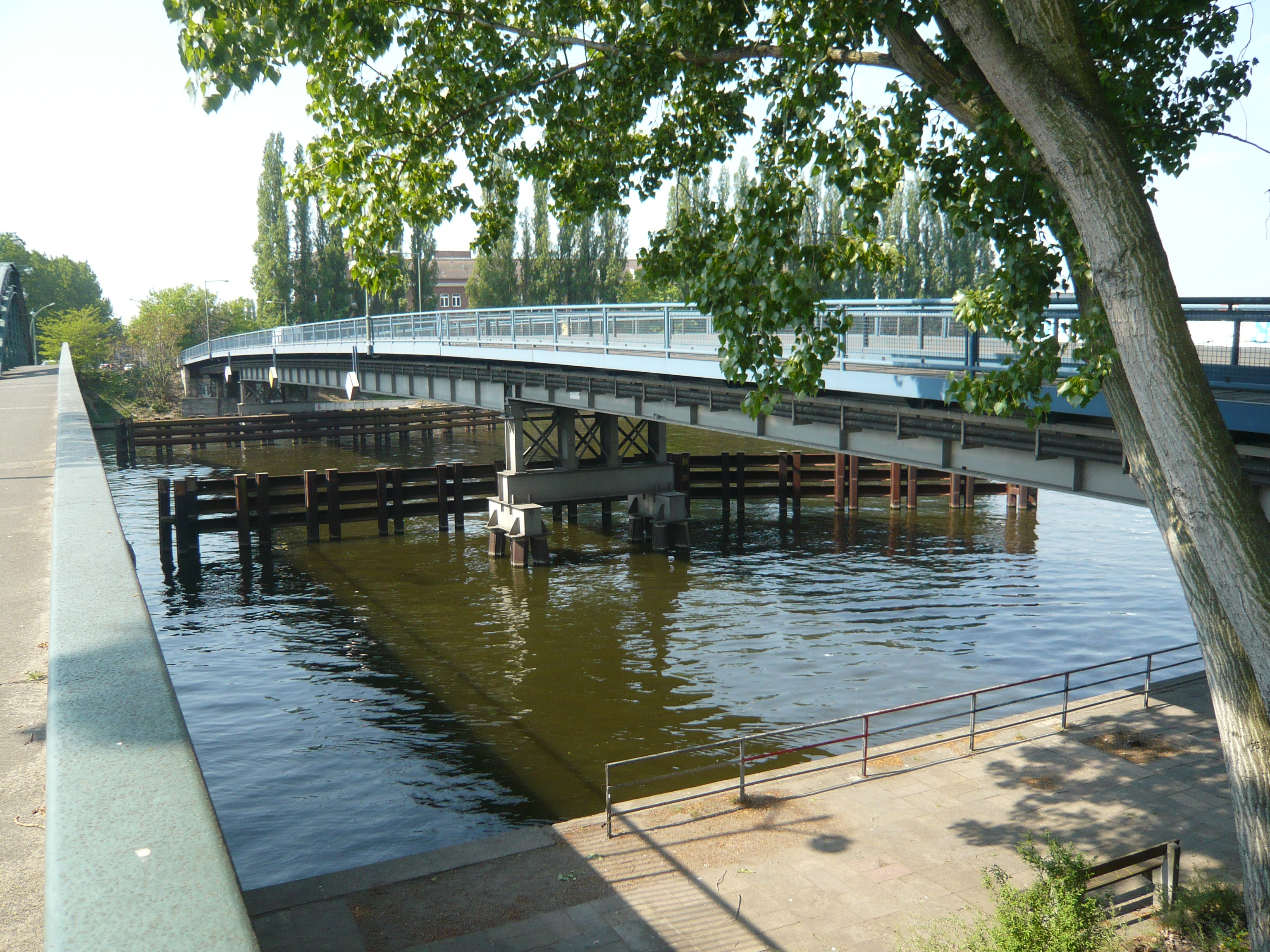
Behelfsbrücke

Neben der historischen und seit den 1980er Jahren unter Denkmalschutz stehenden Stubenrauchbrücke ließ der Berliner Senat, der seit dem Mauerfall für ganz Berlin zuständig ist, Anfang der 1990er Jahre 20 Meter spreeabwärts eine parallel verlaufende Stahlbeton-Balkenbrücke bauen, die als Behelfskonstruktion dem Verkehr zwischen Ober- und Niederschöneweide diente. 1994 mussten die Brücken für den Lkw-Verkehr gesperrt werden. In den Jahren 1998 bis 1999 erfolgte mit Mitteln der Gemeinschaftsaufgabe Verbesserung der regionalen Wirtschaftsstruktur und des Europäischen Fonds für regionale Entwicklung eine Grundinstandsetzung der Brücke, die insgesamt 12,5 Millionen Mark kostete (kaufkraftbereinigt in heutiger Währung: rund 10,2 Millionen Euro). Spezialisten der Ingenieurgesellschaft Gregull + Spang planten die Verstärkung der Metallkonstruktion durch Einbau einer orthotropen Fahrbahnplatte und die Erneuerung korrodierter Metallteile der Hauptöffnung. Auf der Südseite wurde ein neuer, dem nördlichen Brückenbogen entsprechender Betonbogen nach historischen Vorlagen eingebaut. Der mittlere Brückenabschnitt erhielt mehrere historisierende Straßenleuchten.
Der Autoverkehr fließt jetzt (Stand: 2022) je Richtung einstreifig über die historische Brücke, ein Rückbau der Behelfsbrücke ist vorgesehen.